# Слащинина, Кристина Васильевна
Кристина Васильевна Слащинина (5 октября 1989, Ленинград) — российская футболистка, вратарь; тренер. Выступала за сборную России.

## Карьера
В футболе с 2001 года. Выступала за клубы «Аврора», «Приалит», «Химки», «Россиянку». Осенью 2012 года играла за «ЦСП Измайлово». Позднее выступала в первом дивизионе за московское «Торпедо».
Вызывалась в молодёжную сборную России, в её составе — бронзовый призёр молодёжного чемпионата Европы 2006 года и участница молодёжного чемпионата мира. В 2007 году в составе студенческой сборной России заняла второе место на Всемирной Универсиаде. В течение 2012 года неоднократно вызывалась в национальную сборную, но на поле вышла только один раз — 24 мая 2012 года в товарищеском матче с Белоруссией (2:0) отыграла все 90 минут.
Обладает хорошими физическими данными, реакцией и прыгучестью. Отлично играет ногами.

## Достижения
- Бронзовый призёр чемпионата Европы среди девушек до 19 лет (2006)
- Серебряный призёр Всемирной Универсиады (2007)
- Чемпионка России: 2012
- Обладательница Кубка России: 2008, 2009